# RMS-Gewinde
Das RMS-Gewinde ist ein Objektivgewinde im Bereich der Mikroskopie und Fotografie. Es wird auch als W 0,8" × 1/36" bezeichnet.

## Geschichte
Bis Mitte des 19. Jahrhunderts existierte eine Vielzahl individueller Anschlusslösungen mit verschiedenen Gewindetypen für Mikroskopobjektive. Ab dem Jahr 1857 diskutierte die Royal Microscopical Society über ein Standardgewinde für Mikroskopobjektive und empfahl ab 1858 in ihrer Zeitschrift Trans. Microscopical Society das Whitworth-Gewinde W 0,8" × 1/36". Der Standard wurde 1911 weiter präzisiert und im Jahr 1915 neu gefasst.
Dieses Gewinde ist heute mit der Norm ISO 9345:2019-03  genormt, diese ersetzt die Norm DIN/EN/ISO 8038-1.
Das Gewinde war ein bei fotografischen Objektiven weit verbreiteter Standard für Aufnahmen im Bereich von ein- bis fünfzigfacher Vergrößerungen. Der allgemein angebotene Brennweitenbereich lag zwischen 10 und 70 mm. Für Autofokuskameras wird es nicht mehr verwendet, in der Mikroskopie wird es weiterhin eingesetzt.